# Oligosoma taumakae
Oligosoma taumakae — вид сцинкоподібних ящірок родини сцинкових (Scincidae). Ендемік Нової Зеландії.

## Поширення і екологія
Ophiomorus taumakae мешкають на островах Опен-Бей, розташованих біля західного узбережжя Південного острова Нової Зеландії. Вони живуть у прибережних лісах і чагарниках, серед купин трави, осок і папоротей.

## Збереження
МСОП класифікує цей вид як такий, що перебуває під загрозою зникнення. За оцінками, популяція Oligosoma taumakae становить від 250 до 1000 особин. Їм може загрожувати хижацтво з боку інтродукованих тварин.